# Angereds församling
Angereds församling är en församling i Nylöse pastorat i Göteborgs norra kontrakt i Göteborgs stift i Svenska kyrkan. Församlingen ligger i Göteborgs kommun i Västra Götalands län.

## Administrativ historik
Församlingen har medeltida ursprung. 1971 utbröts Gunnareds församling.
Församlingen ingick till 27 oktober 1865 i ett pastorat där (Stora) Lundby församling var moderförsamling, undantaget från början av 1600-talet till 1693 då denna församling var moderförsamling i pastoratet Angered och Bergum. Från 27 oktober 1865 till 1962 var församlingen åter moderförsamling i pastoratet Angered och Bergum för att därefter till 1967 utgöra ett eget pastorat. Från 1967 till 2014 var den ännu en gång moderförsamling i pastoratet Angered och Bergum som från 2012 även omfattade Gunnareds församling. I församlingen införlivades 2014 Bergums och Gunnareds församlingar varefter församlingen till 2018 utgjorde ett eget pastorat. Från 2018 ingår församlingen i Nylöse pastorat.

## Kyrkor[8]
- Angereds kyrka
- Bergums kyrka
- Gunnareds kyrka
- Hammarkullens kyrka (Dekonsekrerad 2011.)
- Hjällbo kyrka
- Lövgärdets kyrka (Dekonsekrerad 2016.)
- Mariakyrkan i Hammarkullen (Gemensam med Equmeniakyrkan från 2011.)

## Areal
Angereds församling omfattade den 1 november 1975 (enligt indelningen 1 januari 1976) en areal av 21,4 kvadratkilometer, varav 20,8 kvadratkilometer land.